# یاسمن (اسم)
یاسمن (انگلیسی: Jasmin) یک اسم زنانه رایج است. این اسم ریشه در فارسی دارد ولی در کشورهای انگلیسی زبان ، عربی زبان ، 
ترکی زبان، فرانسوی زبان و تمامی زبان های اروپایی هم استفاده می‌شود  .  